# Buse du Cap-Vert
Buteo bannermani
Espèce
Statut de conservation UICN

 NE  : Non évalué
Statut CITES
La Buse du Cap-Vert (Buteo bannermani) est une espèce d'oiseau de la famille des Accipitridae, parfois considérée comme une sous-espèce de la Buse variable (B. buteo).

## Répartition
Cette espèce est endémique du Cap-Vert.